# Altenahr

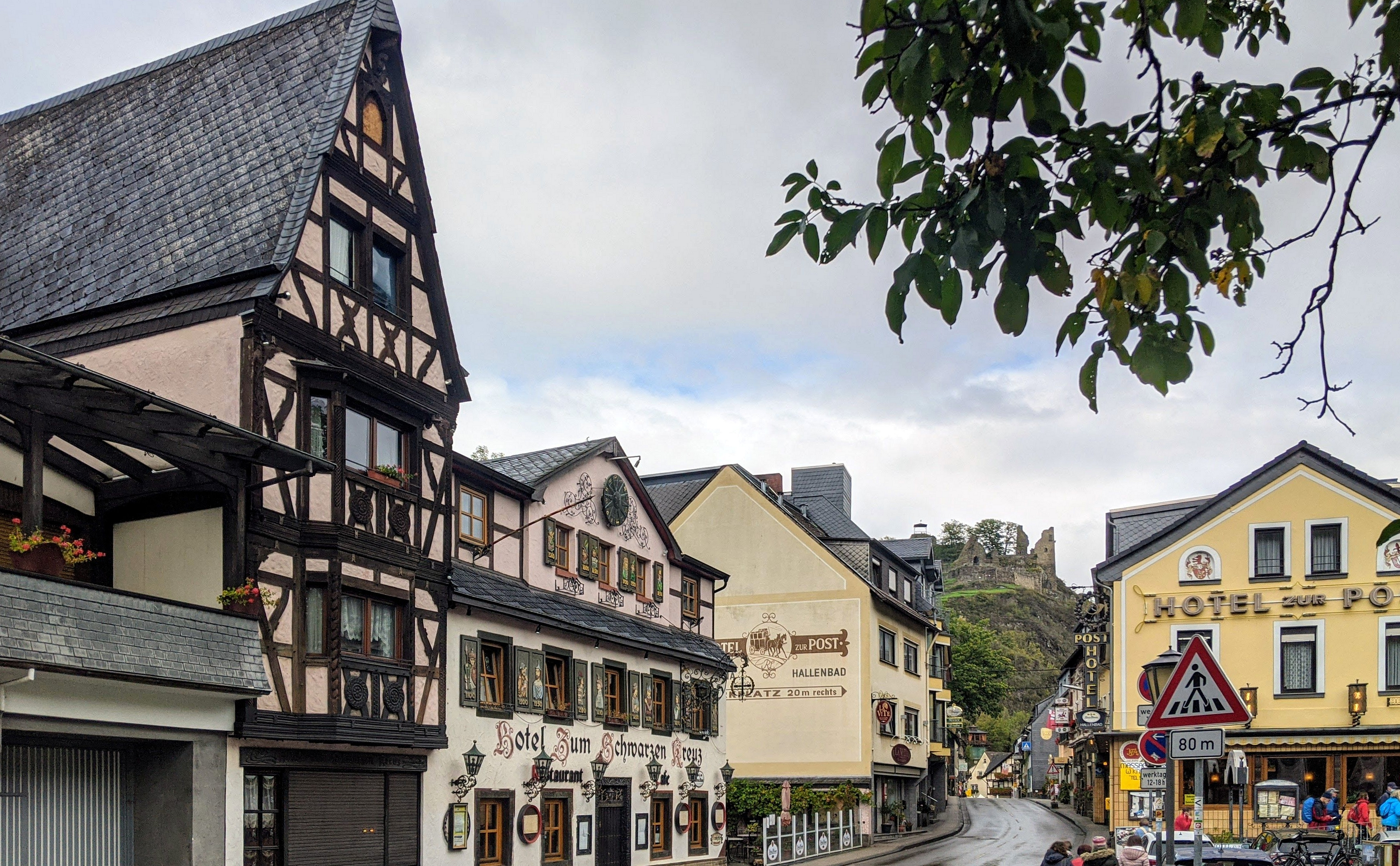
Hotels in der Brückenstraße mit Blick auf die Burg Are (Herbst 2020)

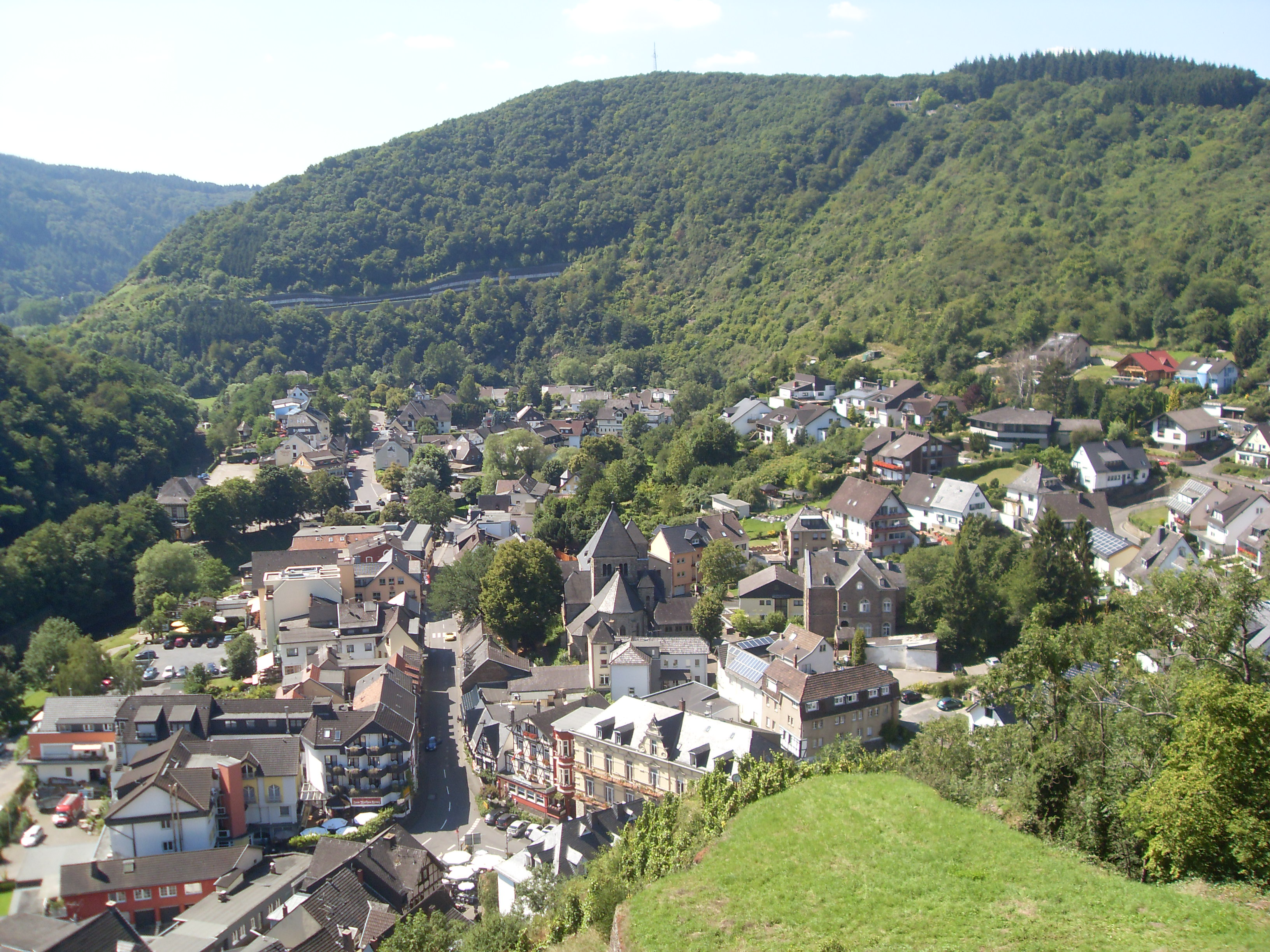
Blick auf Altenahr von der Burg Are (2016)

Altenahr ist eine Ortsgemeinde im Landkreis Ahrweiler im nördlichen Rheinland-Pfalz. Sie ist Verwaltungssitz der gleichnamigen Verbandsgemeinde, der sie auch angehört. Altenahr ist gemäß Landesplanung als Grundzentrum eingestuft.

## Geographie
Altenahr liegt im Ahrtal am Nordostrand des Ahrgebirges, etwa 35 Kilometer südwestlich von Bonn.

### Gemeindegliederung
Die Ortsgemeinde Altenahr besteht aus den vier Ortsteilen Altenahr, Altenburg, Kreuzberg und Reimerzhoven.

### Nachbargemeinden
Die Ortsgemeinde Altenahr grenzt im Uhrzeigersinn an folgende Gemeinden, beginnend im Norden:
Kalenborn, Grafschaft, Mayschoß, Ahrbrück, Lind und Berg.

### Klima
Der Jahresniederschlag beträgt 668 mm.

## Geschichte

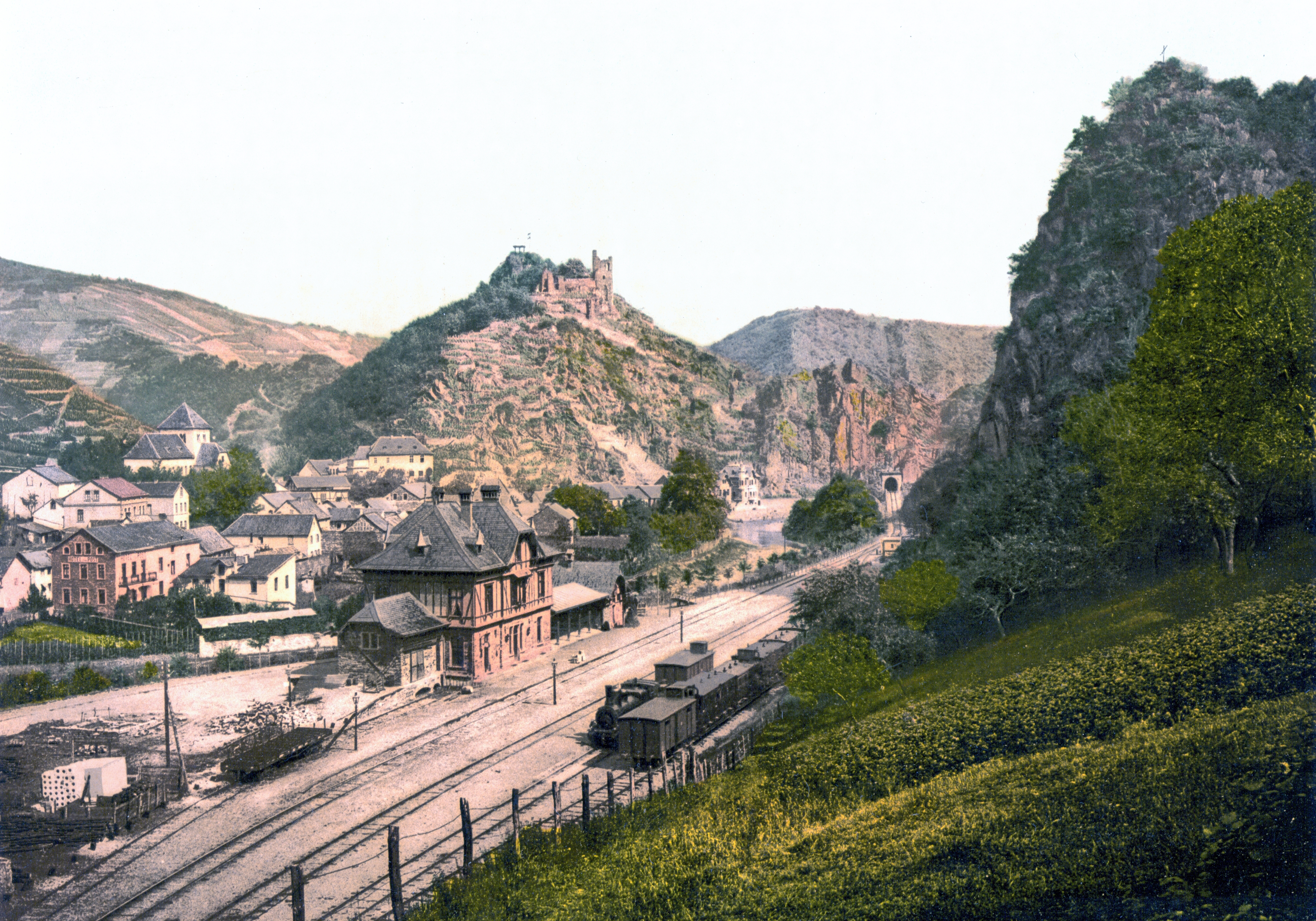
Altenahr um 1900

Die erste urkundliche Erwähnung erfolgte 893 im Prümer Urbar.

### Eingemeindungen
Am 7. Juni 1969 wurde die bis dahin selbständige Gemeinde Kreuzberg mit 560 Einwohnern nach Altenahr eingemeindet.

### Bevölkerungsentwicklung
| Jahr      | 1815 | 1835  | 1871  | 1905  | 1939  | 1950  | 1961  | 1970  | 1987  | 1997  | 2005  | 2011  | 2017  | 2023  |
| --------- | ---- | ----- | ----- | ----- | ----- | ----- | ----- | ----- | ----- | ----- | ----- | ----- | ----- | ----- |
| Einwohner | 893  | 1.066 | 1.140 | 1.305 | 1.737 | 1.915 | 2.032 | 2.101 | 1.758 | 1.774 | 1.668 | 1.851 | 1.869 | 1.490 |

### Hochwasser
Altenahr war vielfach von Hochwasser betroffen. Insbesondere die Hochwasser der Ahr am 21. Juli 1804 und am 13. Juni 1910 richteten große Schäden an.
Am 2. Juni 2016 erreichte die Ahr am Pegel Altenahr einen Stand von 371 cm.
Im Juli 2021 kam es durch das Unwettertief Bernd zu Dauer- und Starkregen im Kreis Ahrweiler, wodurch die Ahr stark anstieg. Mehrere Ortsteile wurden durch die Überschwemmungen verwüstet. Der Pegelstand stieg von ungefähr 100 cm am Mittag des 14. Juli 2021 schnell auf 575 cm am Abend – dann fiel der Pegelmesser aus.
Im Nachgang wurden von einem ortsansässigen Ingenieurbüro Flutmarken im Pegelbereich eingemessen und der maximale Wasserstand auf W = 984 cm bestimmt. Der Pegelnullpunkt der Pegellatte liegt bei 160,52 m NHN.
Der Vorgängerpegel war in Reimerzhoven.

## Politik

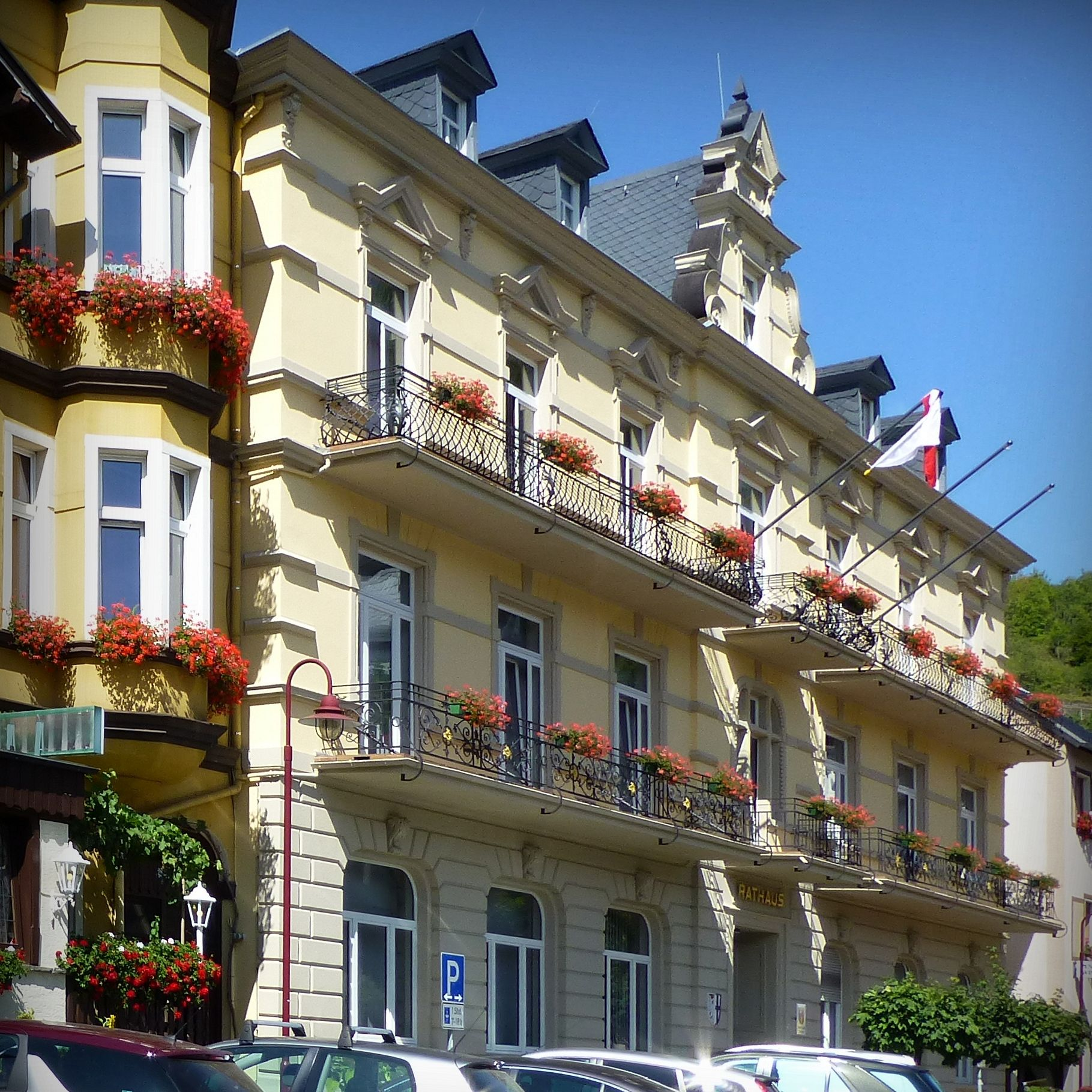
Rathaus Altenahr (2012)

### Bürgermeister
Rüdiger Fuhrmann (CDU) wurde im Juni 2014 Ortsbürgermeister von Altenahr. Bei der Direktwahl am 26. Mai 2019 wurde er mit einem Stimmenanteil von 64,14 % für weitere fünf Jahre in seinem Amt bestätigt. Zur Wahl am 9. Juni 2024 trat Fuhrmann nicht mehr an.
Stattdessen wurde Neofitos Arathymos (CDU) mit 72,3 % der Stimmen ohne Gegenkandidaten gewählt.
Fuhrmanns Vorgänger Albrecht Kreiten (CDU) hatte das Amt zehn Jahre lang ausgeübt, war 2014 aber nicht erneut angetreten.

## Kultur und Sehenswürdigkeiten

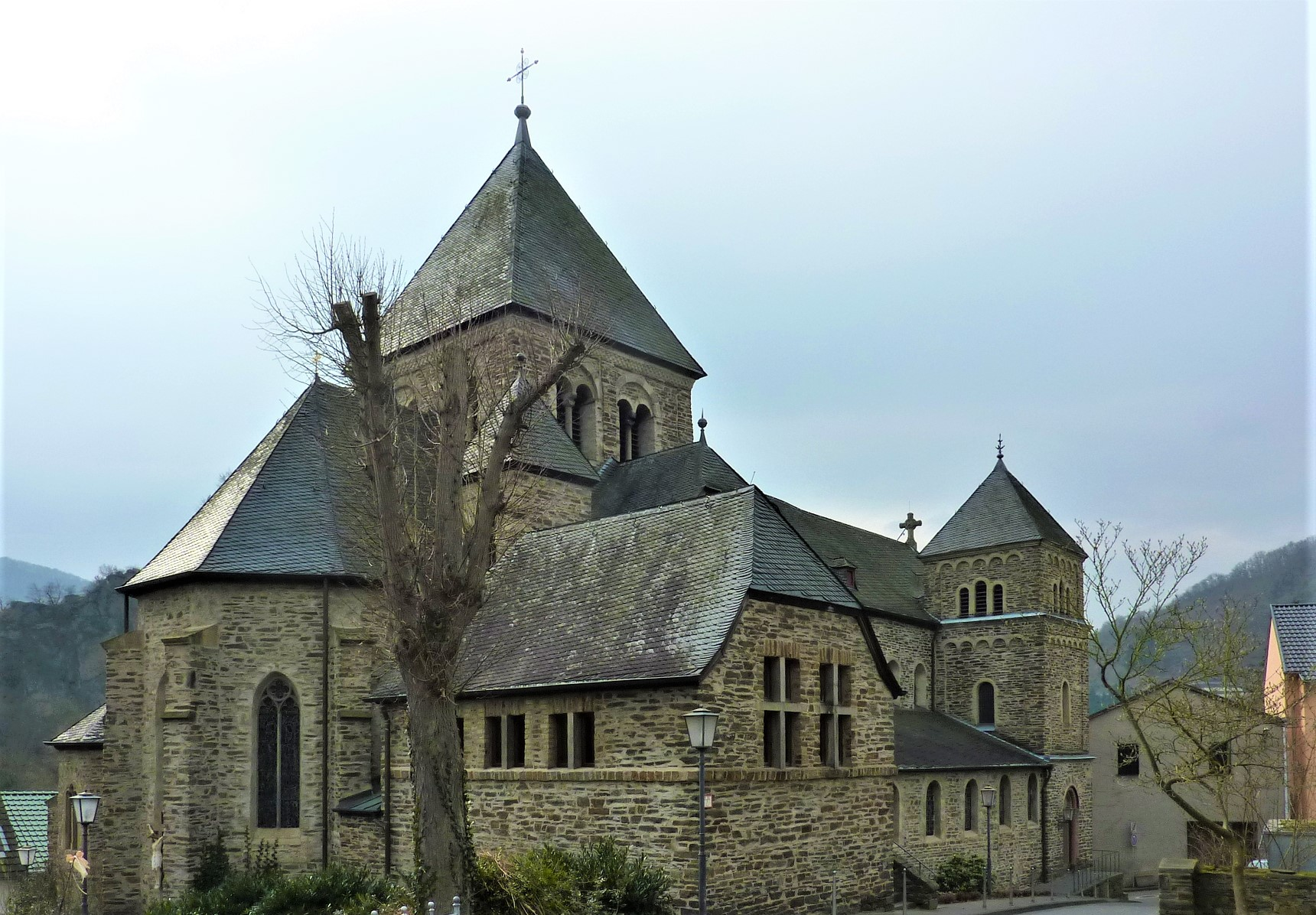
Altenahr, Pfarrkirche Mariä Verkündigung (2015)

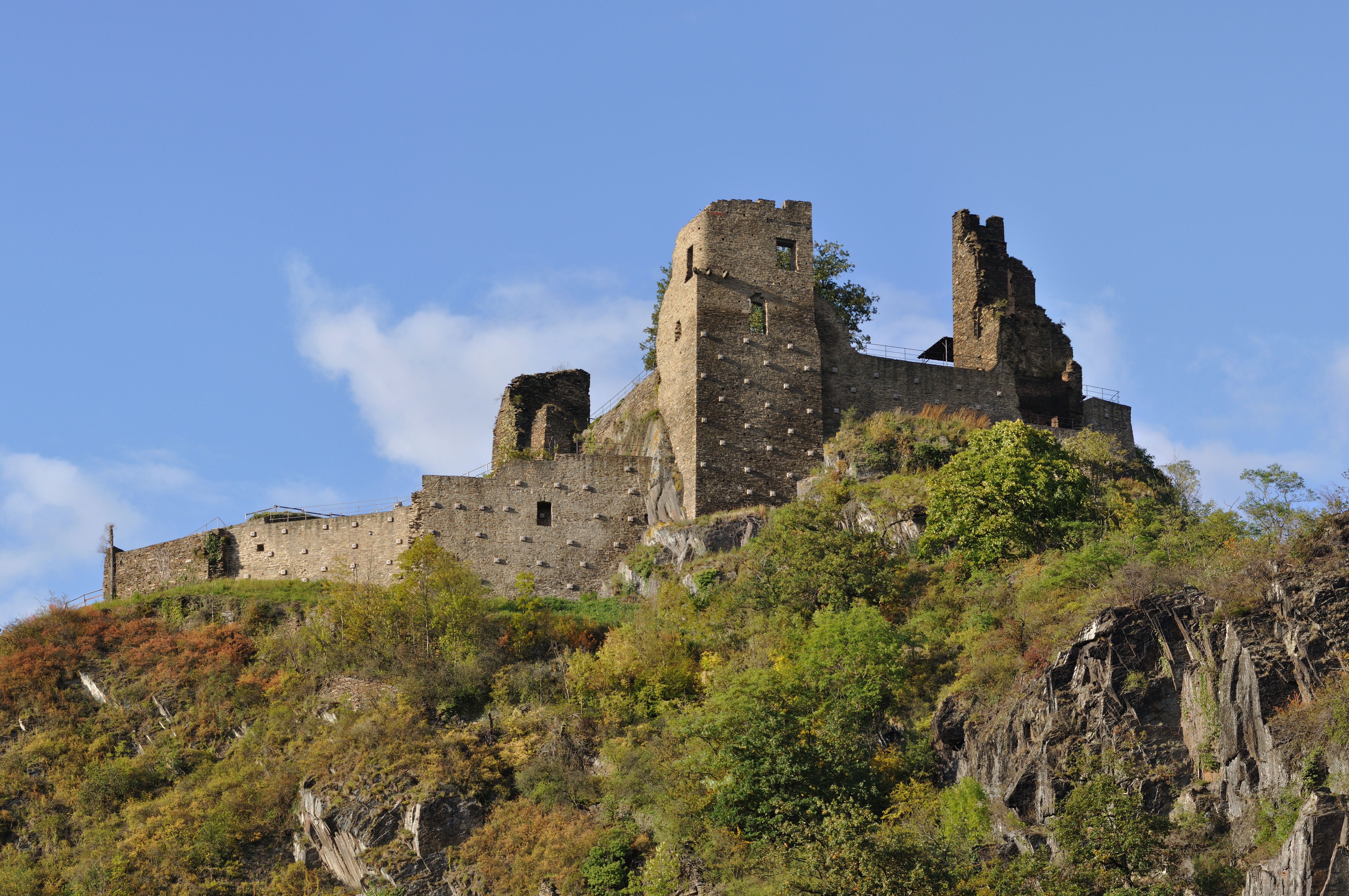
Burg Are

### Bauwerke
- Die bekannteste Sehenswürdigkeit ist die gewaltige Ruine der Burg Are aus dem 12. Jahrhundert.
- Im Ortskern befindet sich die romanische Pfarrkirche aus dem 13. Jahrhundert.
- Über dem Ortsteil Kreuzberg erhebt sich die heute noch bewohnte Burg Kreuzberg.
- In Kreuzberg liegt das bis 2004 denkmalgeschützte ehemalige Bahnbetriebswerk (Bw) Kreuzberg (Ahr), das von einem Museumsverein unterhalten wurde. Der weitere Erhalt ist jedoch u. a. durch geplante Baumaßnahmen und den Verfallszustand des Ringlokschuppens stark gefährdet.
- Der Straßentunnel der Ahrtalstraße, 1834 eröffnet und als Attraktion bestaunt,[11] zeigt am unteren Tunnelausgang die bis in den Tunnel gestiegenen Hochwasser an. Dabei auch den Stand des verheerenden Hochwassers von 1910.
- Ein 350 m langer Sessellift verband von 1953 bis 2011 den Ort mit einem Ausflugslokal am Ostrand des Ditschhardt genannten Berges. Er überwand hierbei einen Höhenunterschied von 164 m. Die Seilbahnstraße sowie Tal- und Bergstation erinnern weiterhin an dieses Technikbauwerk.

### Naturschutzgebiet
- Unterhalb der Ortslage von Altenahr befindet sich in der Nähe der Naturschutz-Jugendherberge Altenahr[12] im Langfigtal das Naturschutzgebiet „Ahrschleife bei Altenahr“.

### Sport und Freizeitaktivitäten
In den Bergen rund um Altenahr bieten sich Möglichkeiten für ausgedehnte Wanderungen durch Wälder und Weinberge.

### Regelmäßige Veranstaltungen
- Altenahrer Weinsommer, erstes Wochenende im Juli
- Altenahrer Burgenfest, erstes Wochenende im August
- Altenahrer Weinfest, letztes Wochenende im September und die darauffolgenden vier Wochenenden im Oktober
- Erntedankfest (Maateljass), drittes Wochenende im November

## Wirtschaft und Infrastruktur

### Weinbau

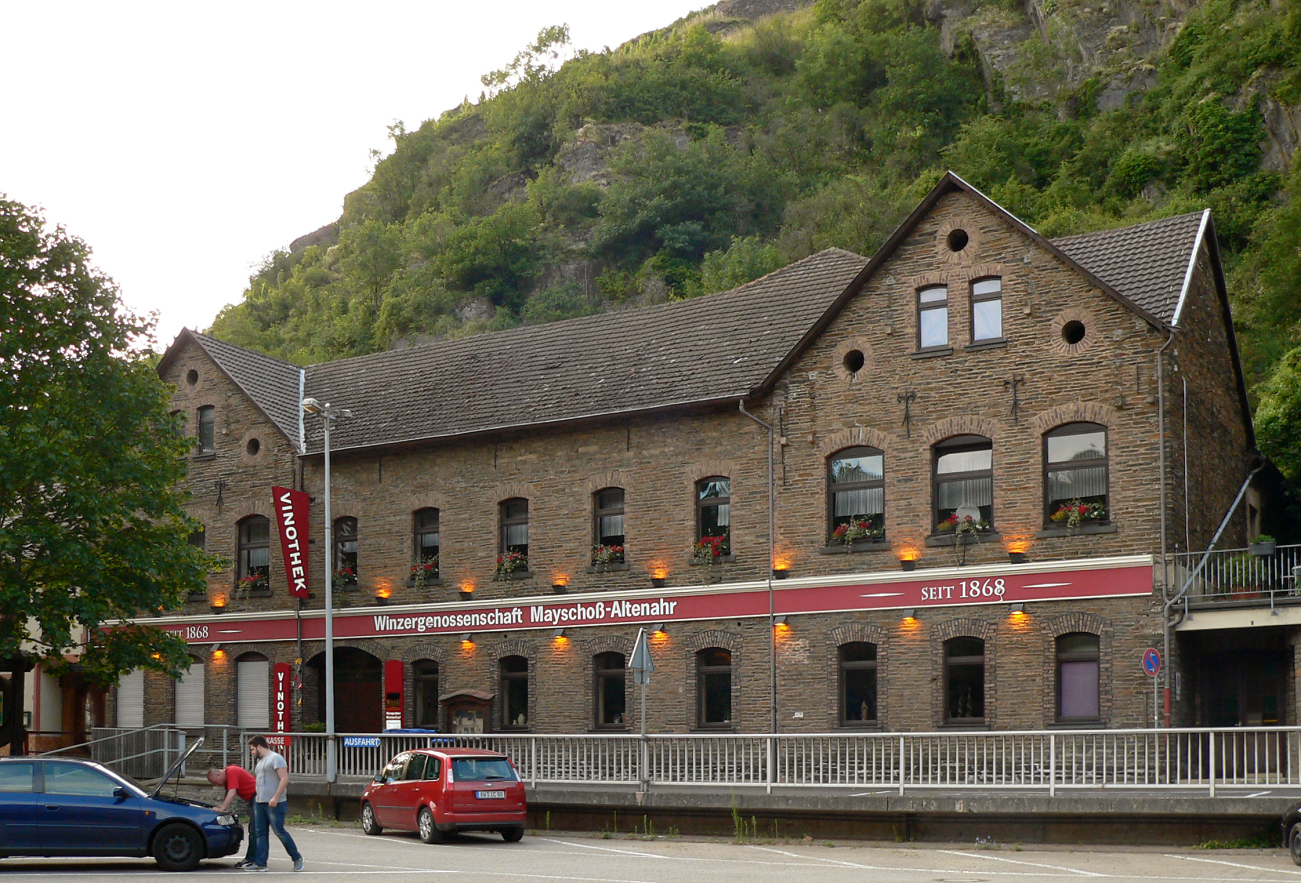
Winzergenossenschaft Mayschoss-Altenahr

Altenahr gehört zum Weinbaubereich Walporzheim im Anbaugebiet Ahr. Im Ort sind fünf Weinbaubetriebe tätig, die bestockte Rebfläche beträgt zehn Hektar. Etwa 66 % des angebauten Weins sind Rotweinrebsorten (Stand 2007). Im Jahre 1979 waren noch acht Betriebe tätig, die damalige Rebfläche betrug acht Hektar.
Weinlagen
- Altenahrer Eck
- Altenahrer Übigberg

### Verkehr

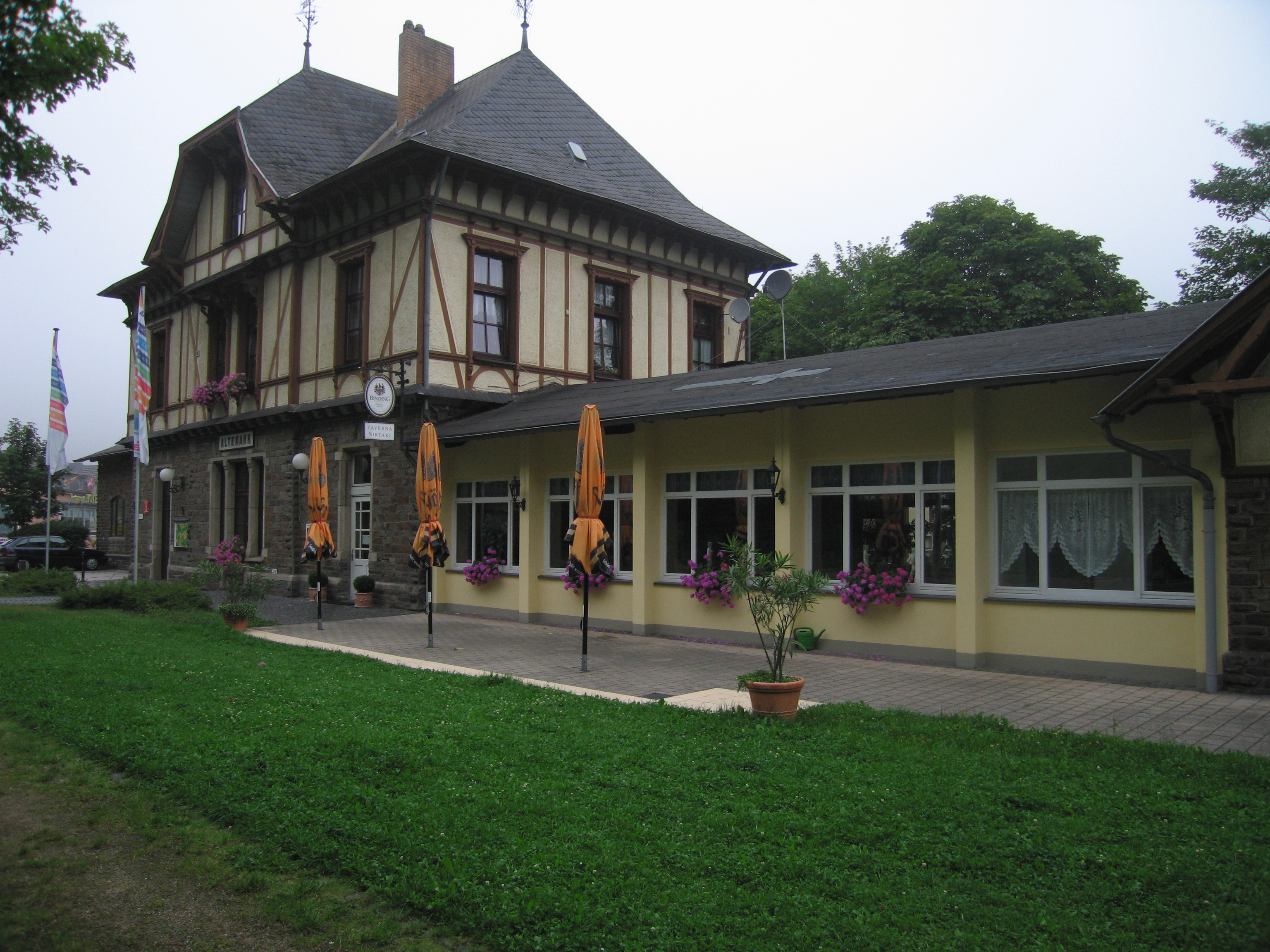
Bahnhof Altenahr

Der ehemalige Bahnhof und jetzige Haltepunkt Altenahr und der Bahnhof Kreuzberg (Ahr) liegen an der Ahrtalbahn (KBS 477) Remagen – Ahrbrück, auf der im Personennahverkehr die „Rhein-Ahr-Bahn“ (RB 30) verkehrt.
| Linie | Verlauf | Takt   |
| ----- | --- | ------ |
| RB 30 | Rhein-Ahr-Bahn: Bonn Hbf – Bonn UN Campus – Bonn-Bad Godesberg – Bonn-Mehlem – Oberwinter – Remagen – Bad Bodendorf – Heimersheim – Bad Neuenahr – Ahrweiler – Ahrweiler Markt – Walporzheim (– Dernau – Rech – Mayschoß – Altenahr – Kreuzberg (Ahr) – Ahrbrück) bis Ende 2025 wegen Hochwasserschäden nur bis Walporzheim, der weitere Streckenverlauf bis Ahrbrück ist seit Juli 2021 nicht mehr befahrbar Stand: Fahrplanwechsel Dezember 2021 | 60 min |

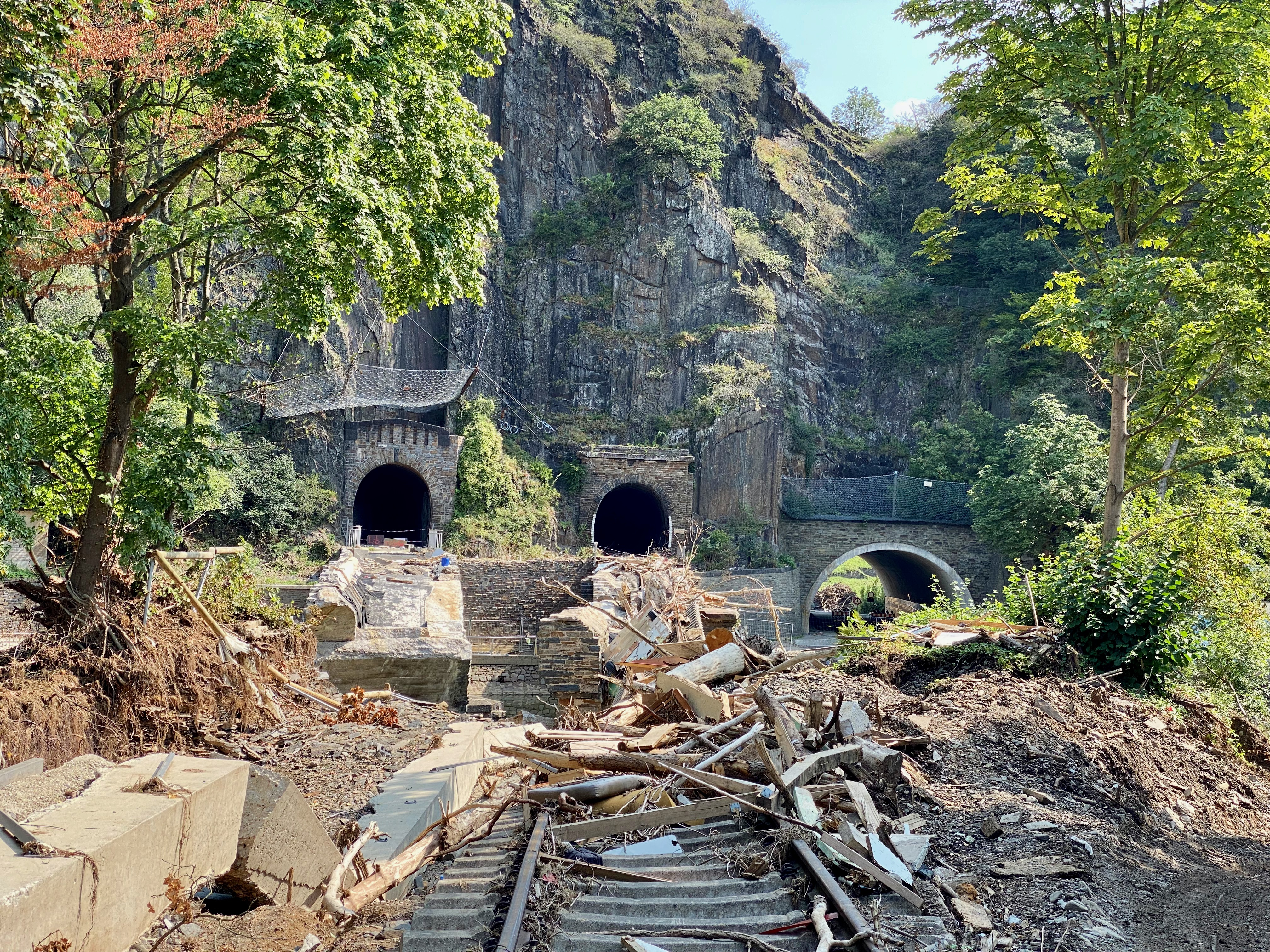
Zerstörte Eisenbahnbrücke beim Hochwasser der Ahr, 2021

Für den öffentlichen Personennahverkehr auf der RB 30 gilt sowohl der Tarif des Verkehrsverbunds Rhein-Mosel (VRM) als auch des regionalen Verkehrsverbunds Rhein-Sieg (VRS), für Fahrten nach Nordrhein-Westfalen auch der NRW-Tarif. Durchgeführt wird der Schienenpersonennahverkehr (SPNV) von der DB-Regio NRW, die für die RB 30 Dieseltriebwagen der DB-Baureihe 620 für Geschwindigkeiten bis zu 140 km/h einsetzt.
Altenahr liegt am Endpunkt der B 267, die hier in die B 257 einmündet. Die B 257n ist die 1998 eröffnete Ortsumgehung von Altenahr und führt durch den Ditschhardt- und Übigstunnel, um sich nahe dem Ortsteil Kreuzberg wieder mit der alten Bundesstraße zu vereinen. In Kreuzberg mündet die Landesstraße 76, die aus dem Sahrbachtal kommt, in die B 257. Seit 2008 ist der Lingenbergtunnel, eine kurze Erweiterung der B 257n, eröffnet. Er ersetzt einen alten Schlenker der Bundesstraße um den Lingenberg am Ahrufer entlang, der dringend hätte saniert werden müssen, nun aber zurückgebaut wurde.
Beim Hochwasser 2021 wurden die Eisenbahnbrücken zerstört. Die Brücken Altenahrs sollen in Beton und Stahl widerstandsfähiger als vor der Flut wieder erstehen.

## Persönlichkeiten
- Gerhard von Are (um 1100–1169), Propst des Bonner Cassius-Stifts
- Paul Magar (1909–2000), Maler
- Albrecht Freiherr von Boeselager (* 1949), Jurist